# Hugo Picard
Hugo Picard, né le 9 mai 2003 à Torfou en France, est un footballeur français qui évolue au poste de milieu offensif au Columbus Crew.

## Biographie

### EA Guingamp
Né à Torfou en France, Hugo Picard commence le football avec le club local du Longeron-Torfou avant de rejoindre le FC Nantes après avoir été repéré lors d'un tournoi avec les moins de onze ans à La Roche-sur-Yon. En 2019 il rejoint l'EA Guingamp, où il poursuit sa formation.
Il joue son premier match en professionnel le 8 octobre 2022, lors d'une rencontre de Ligue 2 face au FC Annecy. Il entre en jeu à la place de Dylan Louiserre lors de cette rencontre qui se solde par la défaite de son équipe (0-4).
Le 3 janvier 2023, Picard signe son premier contrat professionnel avec Guingamp, étant alors lié au club jusqu'en juin 2026. 
Picard inscrit son premier but en professionnel le 4 mars 2023, lors d'une rencontre de championnat face au Paris FC. Titulaire, il ouvre le score d'une frappe enroulée en lucarne, et participe ainsi à la victoire des siens (1-2 score final),.
Picard se fait remarquer le 5 août 2023, lors de la première journée de la saison 2023-2024 de Ligue 2 en marquant un but face au FC Annecy. Il est titularisé au poste d'ailier gauche et contribue à la victoire de son équipe par quatre buts à un

### Columbus Crew
Le 14 juillet 2025, après six saisons passées avec l'EA Guingamp, Hugo Picard quitte le club costarmoricains annonce le transfert du joueur en Major League Soccer au Columbus Crew pour une somme estimée à deux millions d'euros. Picard signe alors un contrat courant jusqu'en décembre 2028, avec une année supplémentaire en option,.